# Нильс Вальдемарсен
Ни́льс Вальдема́рсен (дат. Niels Valdemarsen; ум. 1218) — внебрачный сын короля Дании Вальдемара II, граф Халланд (1216—1218).

## Биография
Внебрачный сын короля Дании Вальдемара II от неизвестной любовницы. В 1216 году получил от своего отца титул графа Халланда. В 1217 году женился на Оде, дочери Гунцелина II. Она принесла ему в качестве приданого половину графства Шверин. В браке родился единственный сын Нильс (ум. 1251).
Скоропостижно скончался в 1218 году, его вдова пережила его на два года и умерла в 1220 году.